# 蕭瑟瑟
蕭氏（1080年—1121年 ），小字瑟瑟，為遼天祚帝耶律延禧的文妃。
蕭瑟瑟出于国舅大父房，即拔里大父房。其父名失载，当非显宦:56。乾統初年，天祚帝到蕭瑟瑟的姐夫耶律撻葛的宅邸，見到她后纳入宮中，隐匿数月。皇太叔耶律和魯斡劝天祚帝以礼选纳，三年（1103年）冬，冊立蕭瑟瑟为文妃。生蜀国公主、晋王耶律敖卢斡，最受天祚帝寵愛。以柴冊之礼，加号承翼。
蕭瑟瑟善于歌诗。金国起兵反辽，天祚帝狩猎不恤国事，忠臣多被排斥。蕭文妃作歌讽谏，天祚帝开始厌烦她。
文妃之子晋王敖盧斡賢明，人望深厚。保大元年（1121年），元后蕭奪里懶之兄萧奉先计划擁立秦王耶律定，诬陷南军都统耶律余睹谋立晋王敖盧斡，文妃作为敖盧斡擁立的共謀者被賜死。
蕭文妃诗作：
勿嗟塞上兮暗红尘，勿伤多难兮畏夷人；不如塞奸邪之路兮，选取贤臣。直须卧薪尝胆兮，激壮士之捐身；可以朝清漠北兮。夕枕燕、云。——《讽谏歌》（《高谏歌》）
丞相来朝兮剑佩鸣，千官侧目兮寂无声。养成外患兮嗟何及！祸尽忠臣兮罚不明。亲戚并居兮藩屏位，私门潜畜兮爪牙兵。可怜往代兮秦天子，犹向宫中兮望太平。——《咏史》